# Indukční síla

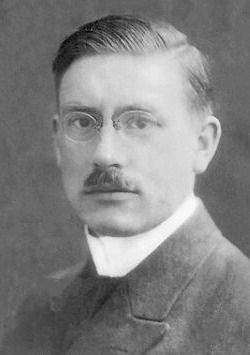
Peter Debye (1884, Maastricht – 1966, Ithaca (New York))

Indukční síly (také Debyeovy síly nebo polarizace) jsou elektrostatické síly, které vznikají působením trvalého (permanentního) dipólu molekuly na jinou, nejčastěji nepolární molekulu. Tím dochází k deformaci elektronového obalu této molekuly a tím ke vzniku indukovaného dipólového momentu. Velikost indukčních sil závisí na velikosti permanentních dipólů a na polarizovatelnosti molekuly. 
Pokud má molekula svůj permanentní dipólový moment, pak se oba momenty vektorově sčítají. Dochází k zesílení soudržných sil, což se nazývá Debyeův efekt.
Indukční síly patří mezi tři typy Van der Waalsových sil (Coulombické, indukční a disperzní síly). Nejsilnější jsou Coulombické, slabší indukční a nejslabší disperzní síly.

## Příčiny elektrostatických sil
Příčinou vzniku elektrostatických sil mezi molekulami je polarita chemické vazby mezi atomy, které obsahuje a které mají různou schopnost přitáhnout vazebný elektronový pár.
Polarita chemické vazby je určena rozdílem elektronegativit (∆X) vázaných atomů. Vazebný elektronový pár je vždy více posunut k atomu o větší hodnotě elektronegativity. Vazby rozlišujeme podle rozdílu elektronegativity na:
- nepolární vazby mají rozdíl elektronegativity mezi atomy v rozmezí ∆X = 0,0–0,4 (hustota vazebného elektronového páru je rozložena mezi dvěma vazebnými atomy stejnoměrně)

- polární vazby (kovalentní vazby) mají rozdíl elektronegativity mezi atomy v rozmezí ∆X = 0,4–1,7 (hustota vazebného elektronového páru je rozložena mezi dvěma vazebnými atomy nestejnoměrně, ale stále ještě jsou elektrony sdíleny)
- iontové vazby mají rozdíl elektronegativity vyšší než 1,7 (hustota vazebného elektronového páru mezi dvěma atomy je zcela posunuta k jednomu z atomů. Taková vazba je tvořena dvěma odlišně nabitými ionty)

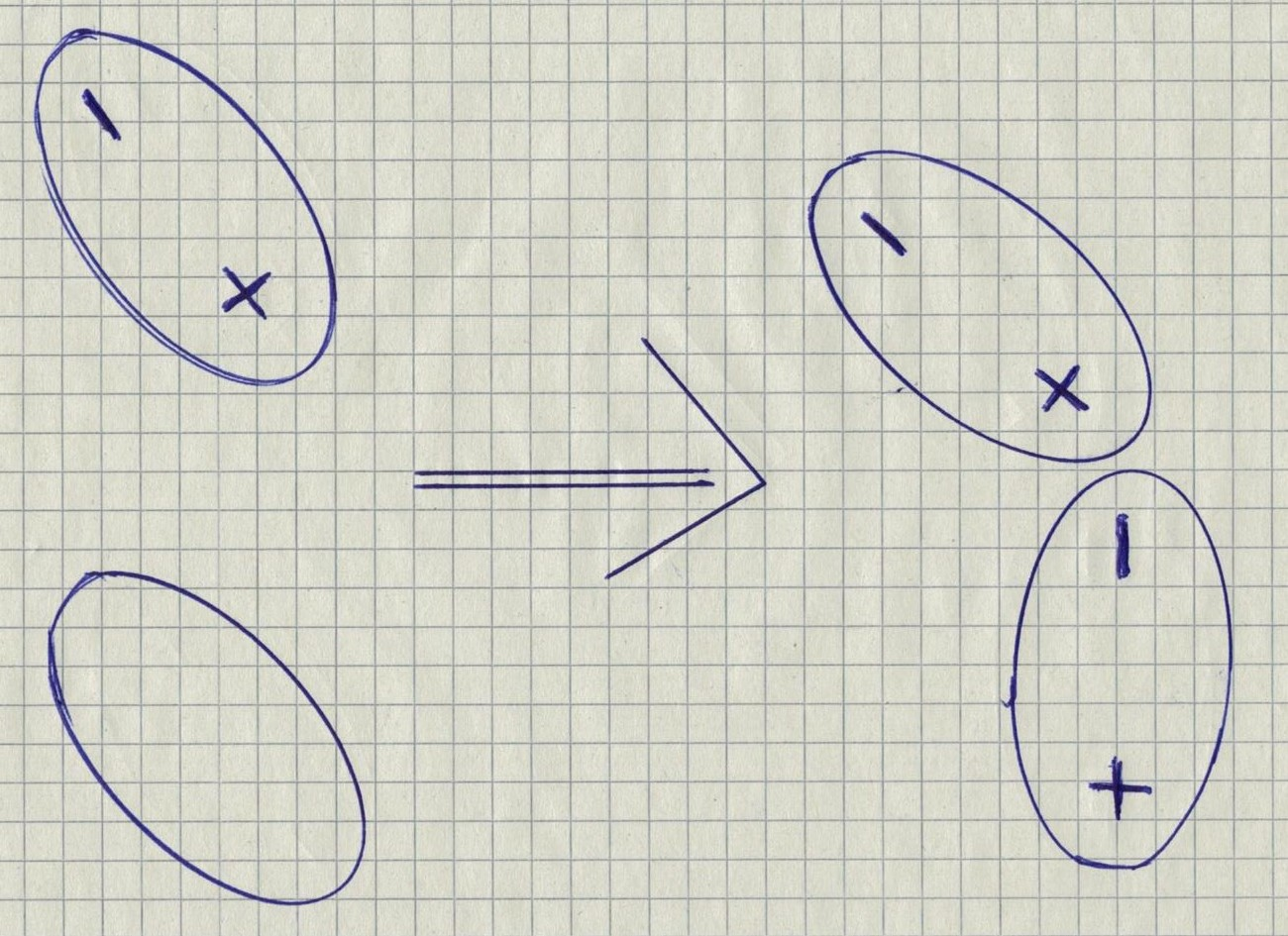
Působení indukční síly mezi polární a nepolární molekulou.

Rozdíl elektronegativit atomů v molekule způsobuje u iontových vazeb trvalý záporný a kladný náboj, u polárních molekul částečný záporný a kladný náboj. Mezi molekulami pak dochází k interakci, která způsobuje, že se stejně nabité konce molekul odpuzují a opačné se naopak přitahují. Jedná se tedy o elektrostatické přitahování opačných nábojů.
Indukční síly jsou tedy síly mezi permanentními a indukovanými dipóly, ve kterých dochází k deformaci elektronového obalu, a tím ke vzniku indukovaného dipólového momentu. Jsou mnohem slabší než Coulombické síly, ale silnější než disperzní síly.